# カシャの法則

カシャの法則の模式図。エネルギーを持つ光子は、エネルギーの基底状態にある1個の電子を励起したエネルギー準位（例えばや）、あるいは振動準位に励起する。すると、励起準位間の振動緩和が生じ、一部のエネルギーが散逸して、最低励起準位へと無輻射遷移（内部転換）が起こる。そして、エネルギーを持つ光子の発光により、系は基底状態へと戻る。

カシャの法則（カシャのほうそく、英: Kasha's rule）は、電子励起した分子の光化学に関する法則である。その意味するところは、発光（蛍光もしくは燐光）のほとんどは、与えられた多重度の最低励起状態から起こる、というものである。1950年にアメリカの分光学者マイケル・カシャにより提唱された。

## 描像と説明
この法則は、励起分子の発光スペクトルを理解するのに関連する。光子を吸収すると、基底状態（S0と記し、一重項状態であるとする）にある分子は、光子の波長に応じて、いかなる電子励起状態（Sn(n>0)と記す）にも励起しうる。しかしながら、カシャの法則により、発光（S状態の場合は蛍光）のほとんどは、最低励起状態であるS1状態から起こると考えられる。1状態からのみ発光が起こると考えられるので、この法則は、発光波長は励起波長に依存しない、と言い換えることができる。
この法則は、多くの多原子分子においては、電子励起状態同士のエネルギー差が電子励起状態と電子基底状態とのエネルギー差に比べて非常に小さいことに起因する。これにより、このような複雑な分子の電子励起状態では、電子基底状態への蛍光（nsのオーダーの速度で起こる）よりも同一のスピン状態の励起状態間で光を発せずにおこる内部転換（Internal Conversion,IC;このような場合は、10fs～1ps程度の速度〔状態間のエネルギー差が小さいほど速い〕で起こる）の方が起こりやすい。その結果、高い電子励起状態（S2,S3）に励起された分子も、最低電子励起状態（S1）までは内部転換により無輻射的にエネルギーを失った後、S1から、電子基底状態へ蛍光を発することになる。
カシャの法則の例外となるのは、励起状態間に大きなエネルギー差がある場合である。アズレンが好例で、古典的説明ではS1とS2の状態が十分に離れているので、S2状態からの蛍光が主として観測される。しかしながら、近年の研究で、これが真の理由ではなく、S2状態からの蛍光が観測されるのは、N次元のポテンシャル曲面における交差点により、S1状態からS0状態への、非常に高速な内部転換が許容であるためであることがわかってきた。

## カシャ＝ヴァヴィロフの法則
カシャの法則から導かれるもののひとつに、カシャ＝ヴァヴィロフの法則がある。この法則の意味するところは、発光の量子収率は一般に励起波長に依存しない、というものである。これは、カシャの法則により、高い励起状態にある分子が無輻射過程で最低励起状態に緩和することから帰結される、と理解できる。